# Wufloden
Wufloden eller Wu Jiang (kinesiska: 乌江) är ett vattendrag i Kina. Det ligger i den centrala delen av landet, 1 400 km sydväst om huvudstaden Peking. Wufloden är en biflod till Yangtzefloden.